# Весенний (Оренбургская область)
Весе́нний — посёлок в Оренбургском районе Оренбургской области. Административный центр и единственный населённый пункт Весеннего сельсовета.

## История
В 1999 году постановлением Правительства РФ посёлок Плодопитомник переименован в Весенний.

## Население
| 2002  | 2010  | 2012  | 2013  | 2014  | 2015  | 2016  |
| ----- | ----- | ----- | ----- | ----- | ----- | ----- |
| 804   | ↗1797 | ↗1915 | ↗2017 | ↘2009 | ↗2442 | ↗2933 |
| 2017  | 2018  | 2019  | 2020  | 2021  |       |       |
| ↗3401 | ↗3758 | ↗4106 | ↗4274 | ↗5211 |       |       |